# Província de Badajoz
Badajoz (en castellà, Badajoz) és una de les dues províncies que conformen la comunitat autònoma d'Extremadura, sent la més meridional. Limita a l'est amb la comunitat de Castella - la Manxa, a través de les províncies de Toledo i Ciudad Real. Al sud limita amb les províncies de Huelva i Sevilla i al sud-est amb la de Còrdova, totes elles a Andalusia. Al nord hi ha la província de Càceres, que, amb la de Badajoz, integra la comunitat autònoma d'Extremadura. A l'oest hi ha Portugal.
Amb una superfície de 21.766 km², la província de Badajoz és la més extensa d'Espanya. La capital i el nucli més poblat és la ciutat de Badajoz. La ciutat de Mèrida, capital d'Extremandura és en aquesta província. Tenia 699.943 habitants el 2021.

## Demografia
La província de Badajoz té una població de 699.943, amb una densitat de 30,è8 hab/km², (2021) que es per sota la mitjana estatal. El 49,64% són homes i el 50,36% restant dones.
És la vint-i-tresena província més poblada d'Espanya, immediatament per darrere de Toledo (689.635) i per davant d'Almeria (684.426). Supera en més de 275.000 habitantsCàceres (413.633), l'altra província extremanya.
El 21,54% dels  habitants viuen a Badajoz, que, amb una població de 148.334 habitants és el nucli urbà més poblat de la província. La segona població és Mèrida, amb 56.395 habitants, cosa que representa el 8,18% de la població total de la província. Unes altres vuit localitats superen els 10.000 habitants.
Evolució de la població de la província de Badajoz des de 1842
Font: INE

## Municipis

### Municipis més poblats
La província de Badajoz té un 164 municipis. Els municipis amb més de 10.000 habitants són els següents (INE 2009):
| 1.ª | Badajoz                   | 152.270 |
| 2.ª | Mèrida                    | 58.164  |
| 3.ª | Don Benito                | 37.048  |
| 4.ª | Almendralejo              | 34.654  |
| 5.ª | Villanueva de la Serena   | 26.071  |
| 6.ª | Zafra                     | 16.753  |
| 7.ª | Montijo                   | 16.205  |
| 8.ª | Villafranca de los Barros | 13.329  |
| 9.ª | Olivença                  | 12.002  |

## Comarques de Badajoz

Comarcas de la provincia de Badajoz.

1. Comarca de Badajoz
2. Tierra de Mérida - Vegas Bajas
3. Vegas Altas
4. La Siberia
5. La Serena
6. Campiña Sur
7. Tentudía
8. Sierra Suroeste
9. Llanos de Olivenza
10. Zafra - Río Bodión
11. Tierra de Barros

## Economia
La producció econòmica varia segons la comarca i la localitat. Així, les grans ciutats com Badajoz, Mèrida, Don Benito, Almendralejo i d'altres, ofereixen i viuen dels serveis i en menor mesura de les indústries generals de tipus mitjà. En les comarques del Guadiana, Tierra de Mérida - Vegas Bajas, Vegas Altas i part de la Comarca de Badajoz, i a Tierra de Barros a banda de la tradicional font de riquesa agrícola, existeix una creixent indústria de transformació agroramadera. En altres comarques més allunyades dels centres urbans i de les principals vies de comunicació, com poden ser Campiña Sur, La Serena i La Siberia, la principal font és el sector primari, és a dir, agricultura i la ramaderia ovina i porcina.
En el sector agrari predominen les zones de regadiu a la Vall del Guadiana (Badajoz, Montijo, Mèrida, Don Benito-Villanueva de la Serena, les zones d'oliveres predominants a Tierra de Barros, i les vinyes, extenses a Tierra de Barros i a Llerena (Campiña Sur (Badajoz)).
El sector industrial, tot i que menys desenvolupat i molt baix en proporció quant a activitat nacional, té una proporció de població ocupada similar a l'agroramadera: un 12,13% (puja fins al 26% si s'inclou la construcció) contra un 14% (sector primari). Destaquen les dues principals ciutats de la província: Badajoz i Mèrida, amb els seus respectius polígons industrials; i els núclis de Jerez de los Caballeros, Don Benito-Villanueva de la Serena i Almendralejo.
El sector terciari és el sector més predominant a la província (61,87% de població ocupada), on destaquen els sectors empresarials (Almendralejo i Zafra), comercials (Badajoz) i turístics i administratius (Mèrida).